# Wilhelmina van Kooten
Wilhelmina (Willy) van Kooten (Den Haag, 4 januari 1909 – Zeist, 3 december 1998) was een Nederlandse spionne in Nederlands-Indië die tijdens de Japanse bezetting van dit overzees rijksdeel werkte voor de Kempeitai. Honderden Nederlanders kwamen door haar activiteiten in gevangenschap of om het leven. Haar bijnaam was Spionne nr. 30.

## Levensloop
Haar moeder Josephine Rijnders, een pensionhoudster, was ongehuwd toen zij werd geboren. Toen zij 9 jaar oud was, huwde haar moeder met Hendrik van Kooten. Het huwelijk was niet erg gelukkig en zij werd veelvuldig door haar stiefvader mishandeld, opgesloten en in 1928 zelfs voor 7 maanden in een Gronings gesticht opgenomen. Toen in 1930 het huwelijk van haar ouders werd ontbonden, woonde zij in Den Haag en werkte daar als boekhoudster.

In 1938 huwde zij met Rudi George Frederik van Houtum, die pas was afgestudeerd aan de TH-Delft. Hij had zich aangemeld bij de Koninklijke Landmacht, en werd kort daarop voor de duur van drie jaar gedetacheerd bij het KNIL. Het paar vertrok naar Nederlands-Indië, zijn geboorteland. Doordat Nederland in 1940 door de Duitsers werd bezet, werd de detachering met twee jaar verlengd. Bij de bezetting van Nederlands-Indië door Japan werd Van Houtum krijgsgevangen gemaakt. In maart 1946 werd het huwelijk ontbonden.

### Collaboratie
Van Kooten was bang voor internering en vervalste haar pendaftaran (persoonsbewijs) door haar nationaliteit te wijzigen van de Nederlandse in de Belgische. Doordat anderen dat wisten, werd zij onder druk gezet om voor de Japanners te gaan werken. Doordat zij in haar jeugd een trauma had ontwikkeld, leed zij aan een angstpsychose tegen opsluiting. Dit had haar doen besluiten om voor de Kempeitai te gaan werken. Zij ging contacten aan met Japanners en zorgde ervoor dat zij een luxueus leven leidde.
Zij gaf bij de Kempeitai en de bij de bezetting naar Japanse maatstaven omgevormde Politieke Inlichtingendienst (P.I.D.) meer dan 500 burgers aan, en bediende de Japanse resident van ongevraagde adviezen, zoals de raad zijn woning van minder opvallende dakpannen te laten voorzien, een andere Japanse instantie raadde zij aan het prikkeldraad rond de krijgsgevangenenkampen van hoogspanning te voorzien, en gaf zij de Japanners de raad alle vrouwen in de interneringskampen kaal te laten scheren, opdat zij niet zouden kunnen vluchten. Ook had zij een belangrijk aandeel in het oprollen van de verzetsgroep van kapitein De Lange, waardoor talloze Nederlanders omkwamen.

### Arrestatie en rechtsgang
Na de overgave van Japan werd zij gearresteerd: Het Dagblad in Batavia meldde op 28 november 1946 dat ze in hechtenis was genomen. Ze zat anderhalf jaar in voorarrest. Er werd haar ten laste gelegd het verraad van een honderdtal Nederlanders aan de Japanse Kempeitai en de Politie Inlichtingendienst (P.I.D.). Op 15 juli 1948 diende haar zaak voor Temporaire Krijgsraad in Bandoeng. Tijdens de zitting verklaarde zij voor de RVD te Batavia gewerkt te hebben op het tijdstip van haar arrestatie. Gedurende het verhoor bleek dat zij op het punt stond naar Canberra te vertrekken om te trouwen met een Australische officier, die zij kort na haar scheiding aldaar had leren kennen.
Haar reputatie en morele waarden werden ernstig ter discussie gesteld en er werden geen verzachtende omstandigheden in rekening genomen. Hoewel veel bewijsstukken door de Kempeitai bij de capitulatie waren vernietigd, was het archief met de door Van Kooten aan de Kempeitai geleverde rapporten intact gebleven, waardoor voldoende bewijs aanwezig was.
De auditeur-militair legde een eis op van 20 jaar gevangenisstraf, wat destijds de langst mogelijke straftermijn was. Ten gevolge van verdwenen documentatie is onduidelijk of de straf na de souvereiniteitsoverdracht van Nederland naar Indonesië in 1949 daadwerkelijk is uitgediend.

## Bijnaam
De bijnaam “spionne nr.30” zou ze volgens eigen zeggen hebben gekregen omdat ze op de 30ste van een bepaalde maand in dienst kwam van de Kempeitai.